# 国强乡
国强乡，是中华人民共和国福建省漳州市平和县下辖的一个乡镇级行政单位。1958年置国强公社，因赵国强牺牲此地，故名"国强"，1984年改乡。

国强乡原名高坑，為閩南語區，
西南角的白水漈屬客語村落，跟大溪、九峰的客語區連成一片。
国强乡白水漈外緣的新建、三五等村多賴氏，賴氏操閩南語。
国强乡白葉村多陳氏，來自龍溪縣。
国强乡鄉治高坑下瑤陳氏，元初由汀州下遷。
国强乡南郊的乾嶺為黃氏聚居，黃梧，即為寧化石壁起算遷來乾嶺的第 11 世。小嶺是乾嶺的別名。乾嶺又名小嶺、霄嶺、或秀嶺。

## 行政区划
国强乡下辖以下地区：
高坑村、延山村、白叶村、墘岭村、古爽村、泮池村、碧岭村、三五村、凤山村、松湖村、梅仔村、新建村、白水村和岩坑村。

## 文化
- 侯卿庵走水尪：每年农历正月十一日下午举行的民俗活动。